# Polimela (filla d'Èol)
D'acord amb la mitologia grega, Polimela (en grec antic Πολυμήλα), va ser una filla d'Èol, rei dels vents.
Durant l'estada d'Odisseu a la cort del seu pare, havia estat l'amant de l'heroi. Quan aquest va marxar, Polimela va mostrar una gran tristesa, i el rei se n'adonà i la va voler castigar. Però Diores, el seu germà, que estava enamorat d'ella, va aconseguir el permís d'Èol per casar-s'hi, perquè sembla que els fills i les filles d'Èol tenien el costum de casar-se entre ells.